# Wettsteinina niesslii
Wettsteinina niesslii är en svampart som beskrevs av E. Müll. 1950. Enligt Catalogue of Life ingår Wettsteinina niesslii i släktet Wettsteinina, ordningen Pleosporales, klassen Dothideomycetes, divisionen sporsäcksvampar och riket svampar, men enligt Dyntaxa är tillhörigheten istället släktet Wettsteinina, klassen Dothideomycetes, divisionen sporsäcksvampar och riket svampar. Arten är reproducerande i Sverige. Inga underarter finns listade i Catalogue of Life.